# Witch Hunter Robin
Witch Hunter Robin é um anime fruto de mais uma associação entre Sunrise e Bandai Visual. Foi produzida em 2002 para a TV japonesa. Além de possuir um estilo visual único, bem mais realista que a maioria das séries de TV, conta com uma trama no estilo das intrincadas histórias escritas por Tom Clancy, mas com toques mágicos e elementos paranormais.
Witch Hunter Robin conta a historia de Robin Sena, uma witch, rank A, que se une a uma organização caçadora de witches que usam seu poder para provocar mortes, denominada witch-hunters. Esse grupo é composto por Michael Lee, Amon, Sena Robin, Haruto Sakaki, Miho Karasuma.

## Ficha Técnica
Género: Acção, Magia, Mistério, Super Poder
Duração: 26 episódios

## Witch
Neste anime, denominam-se "witch" homens e mulheres quem podem usar "crafts" (poderes especiais). Estes poderes podem ser de todos os tipos, desde o controle de elementos, telecinese, imortalidade, até bizarrices como implantar sentimentos de medo nas pessoas através do odor de oliva (sic).
Além de seus poderes específicos todas as witches podem se utilizar dos poderes das runas para certas finalidades, como enviar mensagens e convocar espíritos, e podem senti-los através do odor (é por isso que Robin as vezes sai cheirando as cenas dos crimes). Cada witch tem sua runa, que representa seu poder. E as witches que passam pelo processo de inquisição recebem outra runa, que representa sua psique.
Foi mostrado o primeiro witch nasceu a cerca de 3 mil anos, e era chamado de deus. Ou seja, os witch são a evolução natural da humanidade. Mas os humanos temeram o poder do deus e o suprimiram e controlaram, dizendo que era o poder do diabo.
Seus poderes são semelhantes entre os membros de uma mesma família, e a mestiçagem entre humano e witch existe em toda a população mundial. Assim, muitas pessoas tem o gene dormente para desenvolver crafts, e isso pode acordar em qualquer idade. Normalmente as witches escondem suas habilidades únicas para não causar pânico entre as pessoas. Assim o anime dá mais enfoque a witches com problemas mentais, ou que não controlam bem suas habilidades, ou que agem de forma desordeira, vingativa, e acabam matando pessoas.

## Witch Hunters
São pessoas que secretamente caçam witches que matam pessoas. Eles são a STN (vulgo Salomon) e possuem bases no mundo todo. A base japonesa é a STN-J.
A STN-J capta informações de crimes, perseguem a suposta witch e, uma vez confirmada a witch, ela (ou ele) é atingida com uma bala especial. Essa bala é feita de Orbo, uma substância que suprime os poderes das witchs. Os witch hunters também usam um colar em forma de cruz com a mesma substância, assim os crafts não funcionam bem em quem usa o colar.
Depois de capturada a witch é removida até a Fábrica. E ninguém mais sabe o que acontece com a witch. E essa é a peculiaridade da STN japonesa, que não mata as witches, mas as capturam.

## Personagens
Robin Sena: É a heroína, e é uma witch que pode usar o poder do fogo através de seus olhos. Ela não controla bem sua habilidade, pois quando usa seus crafts mais forte ela força demais a visão e perde o controle do fogo. Amon corrigiu isso dando um par de óculos a ela, o que melhorou sua pontaria em 98%. Seu poder sobre o fogo mais a temática da caça as bruxas torna ela uma personagem curiosa.
Robin é uma garota calma e quieta. Foi criada em uma igreja italiana e retornou ao Japão para se reunir com os witch hunters. Gosta da cor preta, e tem um vestido dessa cor (comicamente parece ser sua única peça de roupa).
A bomba: Robin é o resultado de manipulações genéticas, que a tornaram artificialmente uma witch mais forte. E foi planejado que deveria ser o início de uma série de witches especiais, as divindades.
Amon: Parceiro de Robin, é o melhor caçador de bruxas do grupo e líder do mesmo. É ainda mais quieto e fechado que Robin. Não gosta de witches por causa de um incidente em sua infância.
Michael Lee: Ele era um hacker inofensivo, que invadia computadores e deixava um cartão de boas vidas. Até que ele invadiu o computador STN-J e foi forçado a trabalhar para o grupo.
Haruto Sakaki: Um jovem witch hunter conhecido por ser precipitado e desperdiçar preciosas balas de orbo durante as missões.
Yurika Dojima: Uma preguiçosa caçadora que chega tarde ao trabalho e tenta fazer o mínimo possível.
Miho Karasuma: É uma witch hunter que, assim como Robin, também é uma witch. Ela tem o poder da  Tocando objetos, ela pode perceber os sentimentos das últimas pessoas o tocaram, e consequentemente pode descobrir informações sobre o passado e ajudar a solucionar crimes. Aparentemente não sabe sobre o uso de runas, o que faz pensar que não é um conhecimento inato das witches e precisa ser ensinado.
Chief: Parece ser o gerente da STN-J, sempre gritando com o hunters e os proibindo de acessar sites pornográficos durante o trabalho.
Zaizen: é o líder da STN-J.

## Personagens - Seiyuu
- Sena Robin - Akeno Watanabe
- Amon - Takuma Takewaka
- Haruto Sakaki - Jun Fukuyama
- Yurika Doujima - Kyoko Hikami
- Michael Lee - Yuuki Hiro
- Miho Karasuma - Kouda Kaha
- Takuma Zaizen - Michihiro Ikemizu
- Padre Juliano Colegui - Masane Tsukayama
- Shohei Hattori - Masaaki Ohkura
- Shunji Nagira - Jin Yamanoi
- Shintarou Kosaka - Shinpachi Tsuji
- Touko Masaki - Mami Nakajima
- Yuji Kobari (Master) - Hirotaka Nagai
- Mika Hanamura - Yuka Komatsu
- Methuselah - Natsumi Sakuma
- Karata Kazuma - Kouji Ishii
- Ka zuya Misawa - Kazuya Ichijou